# Зајон (Пенсилванија)
Зајон (енгл. Zion) насељено је место без административног статуса у америчкој савезној држави Пенсилванија.

## Демографија
По попису из 2010. године број становника је 2.030, што је 24 (-1,2%) становника мање него 2000. године.
| Група             | 2000.         | 2010.         |
| Белци             | 2.032 (98,9%) | 1.981 (97,6%) |
| Афроамериканци    | 2 (0,1%)      | 8 (0,4%)      |
| Азијати           | 3 (0,1%)      | 5 (0,2%)      |
| Хиспаноамериканци | 7 (0,3%)      | 16 (0,8%)     |
| Укупно            | 2.054         | 2.030         |